# Ширваншах палата
Ширваншах палата (азер. Şirvanşahlar Sarayı, перс. کاخ شروانشاهان) изграђена је у 15. веку од стране Ширваншахова и описана је од стране Унеско као „један од бисера азербејџанске архитектуре”. Налази се у Старом граду, Баку, Азербејџан и, заједно са Девојачком кулом, чини групу историјских споменика на Унесковој листи светске баштине. Комплекс садржи главну зграду палате, диванхану, гробницу, шахову џамију са минаретом, маузолеј Сејида Бакувија, врата на истоку, Муратову капију, резервоар и остатке купатила.
Палата се налазила на новчаници од 10.000 маната у периоду од 1994. до 2006, а данас се налази на новчаници од 10 нових маната који су у оптицају од 2006.

## Историја
У 15. веку династија Ширваншах, са Ибрахимом I на челу, пребацила је престоницу из Шемаха у Баку након разорног земљотреса. Затим су почели са изградњом „палате”. Сматра се да је грађевина представљала меморијални комплекс изграђен око светог места богослужења и гробнице Сејида Бакувија, који је био светац у исламском суфизму. Ширваншах Халилула I сахрањен је са својом породицом у гробници у палати. Други историчари тврде да је зграда коришћена као палата владара. Обе теорије прати недостатак доказа. Познато је да су се бунари у приземљу „палате” сматрали изворима лековите воде све до скоријег времена, као и брдо на којем је палата.
Након Сафавидског освајања Бакуа 1501. године суфисти су протерани. Током векова, „палата” је почела да пропада и позната је у Бакуу као палата Канова; овај топоним користио се у руској историографији, који је први цитирао историчар Бартолд.

## Архитектура
Главна зграда комплекса почела је са изградњом 1411. године под Ширваншахом Ибрахимом I. Двоспратна зграда палате има око 50 просторија, различитих величина, повезаних са уским спиралним степеницама. Велики портал из дворишта води директно до другог спрата, до високе осмоугаоне просторије покривене куполом. Мало, осмоугаоно предсобље иза те просторије повезује је са осталим просторијама у палати.
Диванхана је мали камени павиљон. У унутрашњости је двориште окружено аркадном галеријом са три стране. Фарид павиљон састоји се од оосмоугаоне хале покривене каменом куполом. Велика пропорционална врата на главном улазу украшена су украсом и арапским натписом. На украсним сликама се преплићу мотиви смокве и винове лозе. Врата су изнутра украшена са два медаљона на којима се налазе натписи писани арапским писмом.
Кејгубад џамија је била џамија са медресом која се спајала са Дервишовом гробницом, а коју је изградио Фарух Јасар. Раније је била позната као судница или диванхана. Гробница се налазила у јужном делу џамије. Испред џамије налази се правоугаона молитвена сала и мали ходник. Купола стоји на четири стуба у центру просторије. Историчар Абасгулу Бакиханов је написао да је Бакуви учио и молио се у џамији: „Ћелија у којој се молио, школа у којој је радио и његов гроб су тамо, у џамији”. Кејгубад Ширваншах је владао од 1317. до 1343. и био је деда Ибрахиму I.
Гробница је правоугаоног облика, са хексагоналном куполом изнад улаза која је украшена са више радијалним звездама са спољне стране. На улазу се налази натпис који описује сврху зграде: „Халилула I, велики султан, велики ширваншах, бранитељ религије је наредио да се изгради ова гробница за своју мајку и сина у 839.” (1435–1436). На два медаљона у облику капљица воде у фланелним деловима портала налазе се натписи са именом архитекте Мемара Алија (архитекта Али).
Палата Џамија (из 1430-их) налази се у доњем делу дворишта комплекса. Џамија је класичног изгледа, завршава се са две незнатно истурене куполе, а минарет се издиже са североисточног угла зграде. У џамији постоје две капеле за молитве: велика за мушкарце и мала за жене, и неколико малих подружница. Постоји натпис под сталактитним појасом минарета: „Велики султан Халилула I наредио је изградњу овог минарета. Нека Алах благослови дане његове владавине. Године 845.” (1441–1442)
Маузолеј Сејида Бакувија се налази у јужном делу комплекса. Маузолеј је октаедар и покривен је осмоугаоном надстрешицом. Састоји се од надземне и подземне просторије. Горњи део маузолеја коришћен је за извођење култних обреда, а доњи је представљао гробницу. 
Комплекс палате Ширваншах обухвата и капију султана Мурата  (1585). Она је изграђена касније током османске окупације 1585—1603. Капија је изграђена у част султана Мурата III.
Купатило се налази на најнижој тераси комплекса. Откривено је 1939, а датира из 17. века. Археолошким ископавањима откривено је велико купатило са 26 просторија. На основу остатака зидова купатила може се рећи да су његове просторије биле прекривене куполама, а светлост је продирала кроз отворе у куполама. Купатило је било полуукопано у земљу због одржавања топлоте зими и хладовине лети.
Ширваншах палата је проглашена музејем под заштитом државе од 1964. године. Главни радови на рестаурацији одржани су 2001. и 2002. године под покровитељством Светске банке.